# Vincent Vittoz
Vincent Vittoz (Annecy, 17 de julio de 1975) es un deportista francés que compitió en esquí de fondo.
Ganó una medalla de oro en el Campeonato Mundial de Esquí Nórdico de 2005, en la prueba de 15 km + 15 km persecución. Participó en cuatro Juegos Olímpicos de Invierno, entre los años 1998 y 2010, ocupando el cuarto lugar en Turín 2006 y en Vancouver 2010, en la prueba de relevo.

## Palmarés internacional
| Campeonato Mundial | Campeonato Mundial    | Campeonato Mundial | Campeonato Mundial      |
| Año                | Lugar                 | Medalla            | Prueba                  |
| ------------------ | --------------------- | ------------------ | ----------------------- |
| 2005               | Oberstdorf (Alemania) | Medalla de oro     | 15 km+15 km persecución |